# Irish stew (roman)
Pour les articles homonymes, voir Irish stew.
Irish stew est un roman noir de Jean-Pierre Bastid publié en 1999 dans la collection Black process chez Méréal.

## Le roman
L'avertissement est éminent, ce livre n'est pas à mettre entre toutes les mains. Le lecteur se voit suivre un serial killer qui entreprend une œuvre des plus affreuses.

## Édition
En 1999, chez Méréal dans la collection Black process  (ISBN 9782844800145).